# Nicole Holofcener
Nicole Holofcener (Nova Iorque, 22 de março de 1960) é uma cineasta e roteirista americana. Conhecida por dirigir Friends with Money e Enough Said, foi indicada ao Critics' Choice Movie Awards de 2019 na categoria de Melhor Roteiro Adaptado por Can You Ever Forgive Me? (2018).